# Еналеевское восстание
Еналеевское восстание 1615—1616 годов («Еналеевщина», «Татарская война») — антиправительственное вооруженное выступление ясачных и служилых татар Среднего Поволжья и Приуралья в 1615—1616 годов.

## Причины восстания
Согласно общепринятой версии, восстание было вызвано усилением налогового гнета: в августе 1615 г. начался сбор «второй пятины»(пятинная деньга — налог в размере пятой части недвижимого имущества и доходов).
Осведомитель властей мариец Девлет-Бахта Тойбахтин сообщал в Казань что в Кугунурской волости Царевококшайского уезда марийский сотник Биш готовил нападение на сборщика пятины, едущего в Уржум. Агитацию за вооруженное восстание против пятинных сборов вел выходец из казанской Татарской слободы Баубек Шемяков. Приведенные в доносе слова Шемякова можно назвать политическим манифестом начинающегося движения: 

«Раньше мы не стояли вместе сами за себя, поэтому теперь дождались, что сверх лишних ясаков нам велено ещё и деньги на содержание ратным людям собирать. Лучше, чем деньги на ратных людей давать, мы разбежимся по лесам или, собравшись, станем за себя. А русские люди теперь сами по себе»— Шишкин М. «Татарская война» после Смуты: вначале было «Казанское государство» Ч.2
В апреле 1615 года Воротынскому удалось добиться прекращения сбора пятины с народов Поволжья. Однако, правительства проведя в экспериментальном режиме первый сбор пятины, в августе 1615-го оно объявило второй. На этот раз 20 % должны были отчислять почти все социальные группы, а не только посадские и торговые люди. Минимум в 10 рублей отменялся. В это же время в Казанском уезде из числа татар, марийцев, чувашей формировался отряд для борьбы с Лисовским.
По версии доктора исторических наук, Лисейцева Дмитрия Владимировича, сбор «пятиной деньги» не разорил Казанский уезд, а после подавления бунта был начат сбор и «третьей пятины», поэтому Еналеевское восстание носило характер национально-освободительного движения.

## Место восстания
Восстание распространилось на территории Казанского, Свияжского и др. уездов.

«Казанские и Свияжские и иных многих Понизовых городов татаровя и луговая черемиса заворовали, Государю изменили, и собравшись многие места повоевали, и села и деревни жгут, и многих людей в полов емлют и побивают, и к городом приходить и приступают, и дороги от Казани к Нижнему отняло, и тесноту Понизовым городам чинят многую, и собравшись многими людьми хотят приходить к Нижнему, и к Арзамасу, и к Мурому и в иные места»— Шишкин М. «Татарская война» после Смуты: вначале было «Казанское государство» Ч.1

## Ходы боевых действий
Еналеевское восстание началось в конце августа — начале сентября 1615 г. после ухода казанских ратников из российской армии, воевавшей против польско-литовский войск под городом Орёл. Лидером восстания стал служилый татарин Арской дороги Еналей Енмаметев. Повстанцы перекрыли дорогу Нижний Новгород — Казань, готовились к походу на города Арзамас и Муром.
Направленные против них стрелецкие отряды Никиты Зузина и Севастьяна Онучина были разбиты. Впоследствии, восставшие осадили казанские пригороды и подойдя к Казани, держали город в осаде. Об этом, весной 1617 г. один из казанских служилых людей Девятой Змеев в своей челобитной писал: «как де заворовали казанские татарове, и чюваша, и черемиса, и он де в Казани в осаде сидел».
К январю 1616 года это движение охватило Прикамье и Приуралье, восставшие пытались захватить город Сарапул и Осинский острог: 

«Татаровя, и чуваша, и черемиса, и вотяки, и башкирцы пришли на Сарапул войною и стали от Сарапула за 5 верст в новой деревни Енебековской, и хлебы молоченые и сена все потравили, а хотят де идти к Сарапулу приступом и воевати идти хотят подлинно вверх по Каме, и к Осинскому острогу чают их вскоре».— Шишкин М. «Татарская война» после Смуты: вначале было «Казанское государство» Ч.1
Правительство Михаила Романова распорядилось направить против повстанцев войска под командованием воевод князей Ю. Я. Сулешова и А. М. Львова. Для этого с ноября 1615 года против восставших начинается сбор рати. Оправившись после первых поражений казанские воеводы князья В. Т. Долгоруков и С. Н. Гагарин собрали войска из гарнизонов городов Казанского уезда, усиленных ещё для борьбы с Заруцким и нанесли поражение восставшим.
В это же время под Сарапулом и Осой повстанцев отбили войска, снаряженные промышленниками Строгановыми. Еналей Енмаметев (Джан-Али) был пленен. К февралю 1616 года Еналеевское восстание потерпело поражение.

## Итоги восстания
В феврале 1616 года для расследования и наказаний в Казань прибыла комиссия во главе с князем Г. П. Ромодановским, в составе которой был Кузьма Минин.
Десятки повстанцев, захваченных в плен, были подвергнуты пыткам и казнены. В числе казненных был и Еналей Енмаметев. Часть осужденных отправили по ссылкам. Так сыновья Еналея надолго оказались в Великом Новгороде.